# Chrono Gatineau
Das Chrono Gatineau ist ein kanadisches Straßenradrennen im Frauenradsport, das in Gatineau, Provinz Québec, als Einzelzeitfahren ausgetragen wird.
Der Wettbewerb fand erstmals 2010 statt und beinhaltete jeweils ein Rennen für Frauen und Männer. Die Renndistanz betrug für die Frauen 17 km, für die Männer die doppelte Strecke. Das Männerrennen war Teil der UCI America Tour in der UCI-Kategorie 1.2 und wurde nur einmal ausgetragen. Sieger war der Australier Ben Day. Das Frauenrennen ist in die UCI-Kategorie 1.1 eingeordnet. Rekordsiegerin ist die US-Amerikanerin Amber Neben mit drei Siegen.
In derselben Woche wie der Chrono Gatineau findet jeweils das vom selben Veranstalter organisierte Eintagesrennen Grand Prix cycliste de Gatineau statt.

## Palmarès
| Jahr | Sieger           | Zweiter            | Dritter                |          |
| ---- | ---------------- | ------------------ | ---------------------- | -------- |
| 2010 | Evelyn Stevens   | Linda Villumsen    | Alison Tetrick         |          |
| 2011 | Clara Hughes     | Amber Neben        | Jeannie Longo-Ciprelli |          |
| 2012 | Clara Hughes     | Evelyn Stevens     | Amber Neben            |          |
| 2013 | Carmen Small     | Joëlle Numainville | Chantal Blaak          |          |
| 2014 | Tayler Wiles     | Leah Kirchmann     | Jasmin Duehring        |          |
| 2015 | Carmen Small     | Karol-Ann Canuel   | Tayler Wiles           |          |
| 2016 | Amber Neben      | Tara Whitten       | Karol-Ann Canuel       |          |
| 2017 | Lauren Stephens  | Karol-Ann Canuel   | Amber Neben            |          |
| 2018 | Amber Neben      | Karol-Ann Canuel   | Tayler Wiles           |          |
| 2019 | Amber Neben      | Leah Kirchmann     | Tayler Wiles           |          |
| 2020 | abgesagt         | abgesagt           | abgesagt               | abgesagt |
| 2021 | abgesagt         | abgesagt           | abgesagt               | abgesagt |
| 2022 | abgesagt         | abgesagt           | abgesagt               | abgesagt |
| 2023 | Anna Kiesenhofer | Amber Neben        | Emily Ehrlich          |          |
| 2024 | Franziska Brauße | Nadia Gontova      | Marta Jaskulska        |          |
| 2025 |                  |                    |                        |          |